# アンモナイト目
アンモナイト目（アンモナイトもく）は、アンモナイト亜綱に属する系統群の一つ。単に「アンモナイト」と言うとこの分類群のみを指すこともある、狭義のアンモナイトである。アンモノイド亜網の中でも特に複雑な縫合線を持つグループであり、殻の形状や大きさも多様化を遂げた。約6600万年前の白亜紀末の大量絶滅に際して絶滅した。

## 進化史
アンモナイト目の上位分類群であるアンモナイト亜綱は古生代のシルル紀にオウムガイ亜綱のチョッカクガイ（オルソセラス目）から派生したと考えられている。そして下記に示す分類群が古生代のうちに出現した。
- バクトリテス目（英語版）（シルル紀 - ペルム紀）
- アナルセステス目（英語版）（デボン紀）
- ゴニアタイト目（英語版）（デボン紀 - ペルム紀）
- クリメニア目（英語版）（後期デボン紀）
- プロレカニテス目（英語版）（石炭紀 - ペルム紀）
- セラタイト目（英語版）（後期ペルム紀 - 三畳紀）

このうち、バクトリテス目からアナルセステス目が、アナルセステス目からプロレカニテス目が、プロレカニテス目からセラタイト目が枝分かれしたと推測されている。この過程で、それまで祖先であるチョッカクガイと同様に直線状の殻を持っていたアンモノイド亜綱は、殻が螺旋を描いて丸くなるような進化を遂げた。そしてペルム紀末の大量絶滅を唯一乗り越えたセラタイト目から、中期三畳紀にアンモナイト目が出現した。
三畳紀末の大量絶滅でセラタイト目が絶滅した後、アンモナイト目はジュラ紀と白亜紀を通じて繁栄を遂げた。この間に異常巻きアンモナイトと呼ばれる特殊な形状の殻を持つ属種も登場した。しかし白亜紀末の大量絶滅でアンモナイト目も恐竜などの生物群と共に絶滅を迎え、アンモナイト亜綱の系統もここで断絶することとなった。
アンモナイト目と直接の関係があるわけではないが、チョッカクガイに近縁なオウムガイは現在の海洋で生き延びている。また、現生のイカやタコおよび化石分類群のベレムナイトに代表される蛸形亜綱もバクトリテス目から派生している。コウイカの甲はアンモナイトの殻と相同であることが分かっている。

## 特徴
アンモナイト目はその他のアンモナイト亜綱と同様に、殻の巻き方・断面の形状・装飾・縫合線（殻と内部の隔壁の接する部分）の形状などにより分類される。アンモナイト目の縫合線は植物の葉に喩えられるほどに複雑であり、殻の強度が時代を下るにつれて向上していたことが示唆されている。

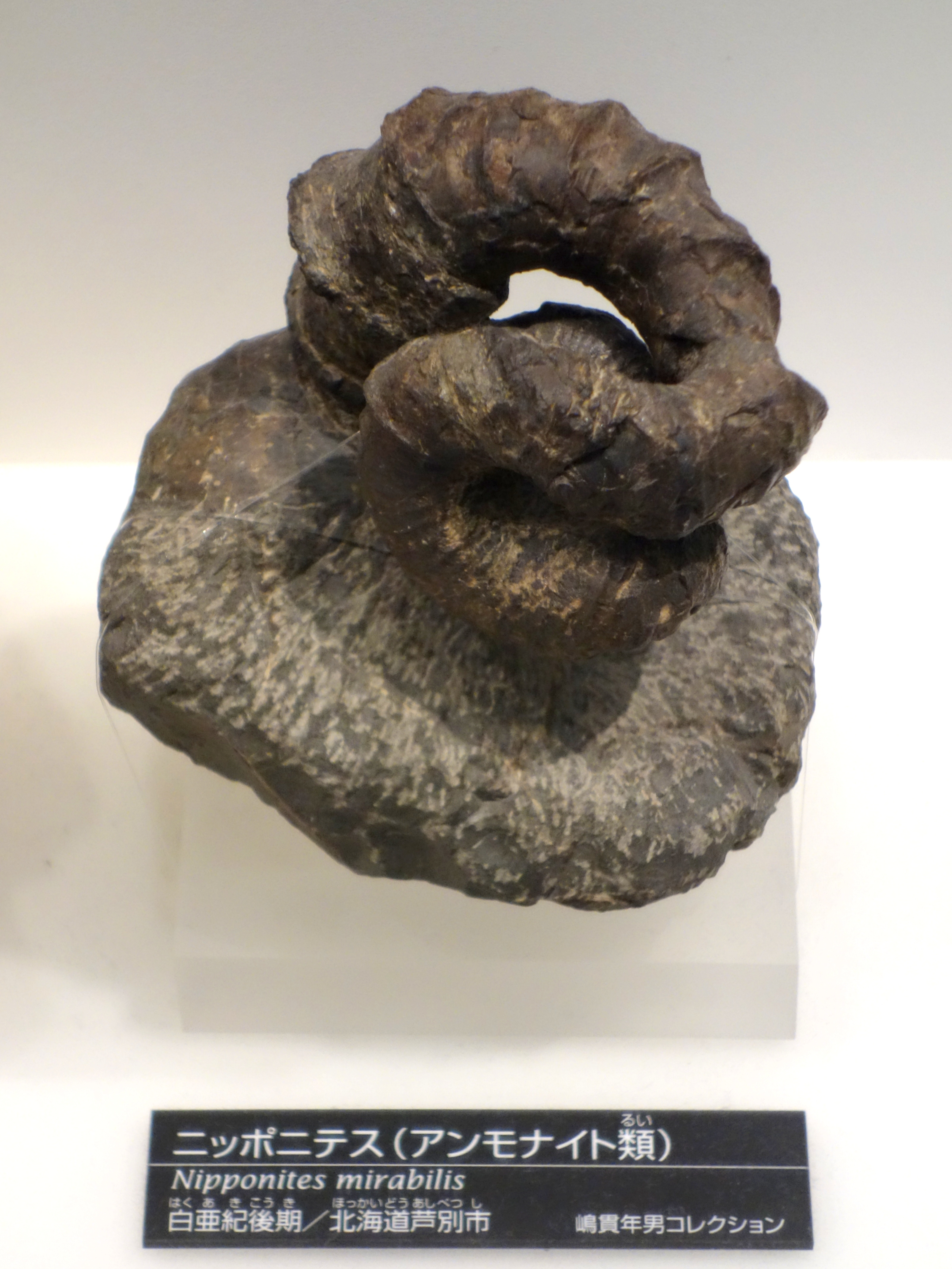
異常巻きアンモナイトの一つであるニッポニテス

三畳紀には、異常巻きアンモナイトと呼ばれる、巻きが解けたような特徴的な形状の殻を持つものも登場した。なお、異常巻きアンモナイトは単系統群ではなく、むしろ多系統群である。発見された20世紀初頭の時点で当時からこの形状がある法則性を持っていることが指摘されていたものの、産出する個体数が少なかったことから、何らかの要因で正常に成長できなかった奇形個体として長らく解釈されていた。その後はニッポニテスの螺環構造のシミュレーションにより異常巻きアンモナイトの螺環に規則性があることが示され、定式化もされている。そしてこの形態はアンモナイトが多様な環境に適応放散した結果と解釈されるようになった。
アンモナイト目は体サイズも多様性に富む。直径1センチメートル程度のものも多い一方で、最大のアンモナイトであるパラプゾシアは直径2メートルを超えるものが発見されている。

## 下位分類
アンモナイト目には以下の下位分類群が含まれる。
- フィロセラス亜目
  - フィロセラス上科
- アンモナイト亜目
  - プシロセラス上科（英語版）
  - キンビテス上科
  - アリエティテス上科
  - エオデロセラス上科
  - ヒルドセラス上科
  - スピロセラス上科
- リトセラス亜目（英語版）
  - リトセラス上科
  - テトラゴニテス上科
- ペリスフィンクテス亜目
  - ハプロセラス上科
  - ステファノセラス上科
  - ペリスフィンクテス上科（英語版）
  - デスモセラス上科
  - アカントセラス上科
  - ホプリテス上科
- アンキロセラス亜目
  - アンキロセラス上科
  - デシャエシテス上科
  - ドウビレイセラス上科
  - ツリリテス上科（英語版）
  - スカフィテス上科